# Systematiskt fel
Ett systematiskt fel eller bias (även snedvridning, skevhet, eller deterministiskt fel) är ett fel i en mätning, beräkning eller tolkning som beror på att informationen man har tillgång till är felaktig på ett förutsägbart sätt. Om man känner till ett sådant fel (eller får kännedom om det i efterhand) kan man oftast kompensera för det och förbättra noggrannheten i sin mätning eller beräkning eller genom att räkna in confounding av snedvridande faktorer. Vet man till exempel att termometern alltid visar två grader för lite kan man lätt räkna ut den verkliga temperaturen. Vet man att hastighetsmätaren visar 7% för mycket kan man räkna ut den verkliga hastigheten och så vidare. I engelskan används ordet bias även allmänt i betydelsen partiskhet, skevhet, och fördomsfullhet.
Andra typer av fel, som inte är lika lätta att rätta i efterhand är slumpfel (stokastiska fel) samt i statistiska undersökningar urvalsfel.

## Hos den enskilda
Bias hos en person innefattar det sätt att värdera och reagera på omvärlden, som personen har utifrån sina erfarenheter och den information den mött under sin livstid. Bias tar sig uttryck i personens egna unika synsätt, på bekostnad av andra alternativa synsätt, vilka skulle kunna vara lika giltiga som personens egna synsätt.
Det är en tankehandling, en aktiv värdering av en situation, sak, person eller grupp grundad i just ens personliga världssyn baserat på förutfattade meningar, ideologier, preferenser och så vidare. Kulturell bias är en social logik genom vilken individer rättfärdigar sina åsikter och handlingar samt genom vilken de håller sig ansvariga gentemot andra.
Biasen kan antingen vara explicit (öppen) eller implicit (dold). Båda varianterna kan i viss mån förändras genom utbildning.

## Statistisk beskrivning
Somliga former av systematiska fel kan bero på medvetet fusk hos forskaren, men de kan också vara omedvetna. Inom vetenskaplig metodik har man utvecklat olika metoder för att minska risken för snedvridande metodfel. Det mest kända exemplet är placebokontroll, det vill säga att den metod som testas jämförs med en annan metod som är svår att särskilja från den aktiva (till exempel placeboläkemedel), och dubbelblinda studier där varken forskaren eller försökspersonen/patienten vet vem som fått aktiv behandling och vem som fått placebo.
Inom statistiken förekommer snedvridande faktorer vid till exempel urval och skattningar. Metodfel har en speciell betydelse, nämligen att en skattning ej är väntevärdesriktig.
I reglertekniken, exempelvis reglering av temperaturen i ett hus, tar man hänsyn till metodfel som där kan bestå i att varma element fortsätter värma upp även efter att de fått meddelande om att stängas av.

## Olika former av metodfel
1. Publiceringsskevhet - (publikationsbias) En artikel med positivt resultat anses ha större värde än en artikel med negativt resultat. Därför har artiklar med positivt resultat större chans att komma med i en vetenskaplig tidskrift. En forskare kan också, medvetet eller omedvetet, vara mindre intresserad av att publicera en negativ artikel än en positiv.
2. Urvalsskevhet (selektionsbias, urvalsbias) – Uppstår när urvalet av försökspersoner/patienter har ett samband med de variabler man mäter. Exempel: i en behandlingsstudie vid högt blodtryck kan undersökaren placera dem med särskilt höga blodtryck i den grupp som får den behandling han/hon tror vara mest effektiv. Förutsättningen är att han/hon känner till fördelningssekvensen genom att undersökningen inte är blindad eller att han/hon vid en studie som planerats som blindad lyckats skaffa sig kännedom om randomiseringskoden. Selektionsbias medför att de grupper man vill jämföra inte blir jämförbara.[1]
3. Observationsskevhet - Innebär medvetna eller omedvetna systematiska fel i hur två eller flera grupper studeras och finns i flera varianter:
  1. Intervjuskevhet (intervjuarfördom, intervjubias) - När forskaren inte behandlar de studerade grupperna lika, till exempel om man vet något om de ingående patienternas sjukdomshistorik som gör att man bedömer eller bemöter dem olika.
  2. Minnesbias (minnesförvanskning, recall bias) – Felkälla vid intervjuundersökningar.[1] Exempel: i en undersökning av samband mellan läkemedel och missbildningar intervjuar man kvinnor angående läkemedel de använt under graviditet. Kvinnor som fött barn med missbildning har övervägt tänkbara orsaker och har därför större möjlighet att komma ihåg läkemedel de tagit än vad som är fallet med övriga kvinnor.[1]
  3. Felklassificering - När urvalet inte är det avsedda. En felklassificering som fördelar sig slumpmässigt på de undersökta grupperna kan ge ett resultat som är lägre än det annars skulle vara, och en systematisk felklassificering som gör att grupperna skiljer sig åt riskerar att ge antingen ett högre eller lägre resultat än annars.
  4. Avhopp - Om patienter bortfaller under studiens gång kan resultatet påverkas. Om till exempel patienter som får biverkningar hoppar av studien får man en underskattning av biverkningar, och om patienter som får effekt av behandlingen hoppar av för att de inte har någon anledning att vara med när de är friska får man en underskattning av effekten.
4. Konfirmeringsbias ("bekräftelsefördom") kallas vår tendens att omedvetet vara selektivt uppmärksamma på sådan information som bekräftar våra egna uppfattningar.
5. Bedömningsbias (ascertainment bias, evaluation bias) – Fel som kan uppstå när en undersökare som bedömer en effekt med mjuka kriterier (som en patients muntliga symptombeskrivning, observation av funktionsstörning) känner till vilken interventions som utförts. Undersökaren kan då tendera att göra förmånliga bedömningar för de fall som har fått den intervention som undersökaren tror är bäst. Denna typ av fel är ett viktigt skäl för blindning.[1]